# Gnophos kuldjana
Gnophos kuldjana är en fjärilsart som beskrevs av Eugen Wehrli 1953. Gnophos kuldjana ingår i släktet Gnophos och familjen mätare. Inga underarter finns listade i Catalogue of Life.